# Daedalus terv

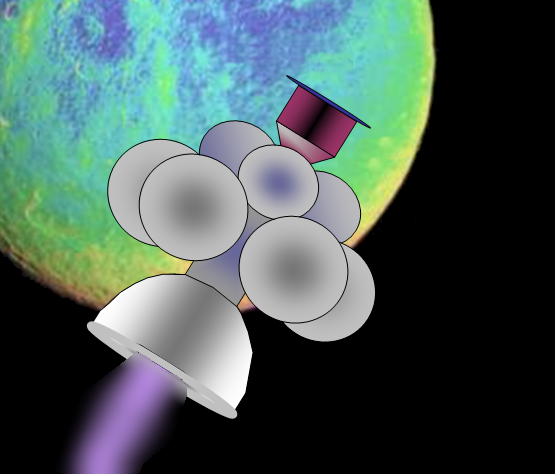
A Daedalus fantáziarajza

A Daedalus terv a Brit Bolygóközi Társaság 1973 és 1978 között végzett tanulmánya egy személyzet nélküli csillagközi űrhajóról.
Alan Bond vezetésével több tudós és mérnök dolgozott a projekten, amelyben a meghajtáshoz magfúziós rakétát alkalmaztak volna. A tervezéskor több feltételt is figyelembe vettek: az űrhajó mostani vagy közeljövőbeli technológiát kell használjon és célját egy emberéletnél rövidebb idő alatt kell elérje.
A kiválasztott cél a Barnard-csillag volt 5,9 fényév távolságra, amelyről akkoriban úgy tudták, legalább egy bolygóval rendelkezik. A tervezés során figyelembe kellett venni még, hogy az űrhajó más közeli csillagot is meglátogathat.

## Az űrhajó
A Daedalus két fokozatból áll és Föld körüli pályán építik meg. Kezdeti tömege 54 000 tonna, amiből 50 000 tonna hajtóanyag, 500 tonna tudományos teher. Az első fokozat két évig működik 0,071 fénysebességre gyorsítva fel az űrhajót. Az első fokozat leválasztása után beindul a második fokozat, ami 1,8 évig hajtja az űrhajót és 0,12 fénysebességig gyorsítja. Ez a sebesség már nem csak a kémiai rakéták sebességét haladja meg, hanem az Orion terv nukleáris meghajtását is. A Daedalus fúziós rakétáit miniatűr deutérium/hélum-3 bombák működtetik, amelyeket elektron nyalábok gyújtanak be egy reakciós kamrában. A másodpercenkénti 250 apró bomba robbanásából keletkező plazmát mágneses fúvócsövek irányítják.
A második fokozatnak egy 5 méteres optikai távcsöve és két 20 méteres rádióteleszkópja van. 25 évvel az indítás után ezek megkezdik a Barnard-csillag környezetének vizsgálatát, az adatokat pedig visszaküldik a Földre. A Daedalus nem lassul le a csillag közelében, ezért magával visz 18 autonóm szondát, amelyeket 7,2–1,8 évvel a rendszer elérése előtt indítanak el. A szondákat ionhajtóművek hajtják, fedélzetükön kamerák, spektrométerek és más műszerek vannak. Nagy sebességgel elrepülnek a célégitest mellett és a megszerzett adatokat visszaküldik az anyaűrhajónak.
A szondákat, teleszkópokat és más műszereket tartalmazó rakteret az anyaűrhajón egy 50 tonnás, 7 mm vastagságú berillium korong védi a csillagközi környezettől. Az űrhajón felügyelő robotok vannak, amelyek javítják a fellépő hibákat és sérüléseket.